# فوتشي إهليلجية
فوتشي إهليلجية (الاسم العلمي: Vochysia elliptica) هو نوع من النباتات يتبع جنس الفوتشي من الفصيلة الفوتشية.